# ميراث السنين (مسلسل)
ميراث السنين مسلسل أردني كل حلقة في هذا المسلسل تحمل عنوان منفصلا وتعالج حدثا وموضاعا تاريخيا من تراثنا العربي المجيد الذي تحاول إبرازه سواء كان في الطب أو الأدب أو الحكمة أو الفلسفة أو العلوم ، علاوة على المبادئ الإنسانية والأخلاقية التي ساهم العرب في نشرها في مختلف أنحاء العالم.

## الممثلين
- كرم مطاوع
- محمود سعيد
- هاني الروماني
- ملك سكر
- محمد العبادي
- نبيل صوالحة
- هشام هنيدي
- محمود أبو غريب
- أديب الحافظ